# Revista Latinoamericana de Antropología del Trabajo
Revista Latinoamericana de Antropología del Trabajo es una publicación académica semestral editada por el Centro de Estudios e Investigaciones Laborales (CEIL-CONICET) y por el Centro de Investigación y Estudios Superiores en Antropología Social (CIESAS-CONACYT), la primera institución de Argentina y la segunda de México. Ambas instituciones pretenden, con esta revista, publicar trabajos que estén centrados en el tema del título mismo de la revista, pudiendo contribuir al avance, la difusión y la consolidación de los estudios antropológicos del trabajo en el continente latinoamericano.

## Objetivos e historia
Esta revista comenzó a ser editada en el año 2017, desde sus inicios ha tenido una periodicidad semestral, por lo que se publican dos números cada año. Se trata de una revista gratuita de acceso abierto, bajo una licencia Creative Commons (CC BY-NC-SA 4.0), que sigue los lineamientos del COPE (Committee on Publications Ethics). Recibe contribuciones inéditas tanto en español como en portugués. Acepta manuscritos dentro de varias categorías, que incluyen artículos libres o ensayos científicos. Estos deben cumplir con rigurosidad científica y son sometidos a arbitraje doble ciego para asegurar la calidad de los mismos. 
La revista pretende conformar un núcleo sólido de producción teórica antropológica que pueda captar la enorme heterogeneidad política, cultural y social de la región latinoamericana, en la que se desarrolla la vida de las trabajadoras y los trabajadores de este continente. 
Esta revista científica tiene como objetivo reunir y publicar trabajos originales e inéditos de especialistas sobre temáticas vinculadas con el mundo del trabajo y sus múltiples entrecruzamientos, ya sean de clase, como también sobre las culturas del trabajo, la dinámica de los procesos sociales, la emergencia de conflictos u otros procesos como las migraciones, las deslocalizaciones. También puede abordar artículos sobre otros aspectos del mundo del trabajo, como aquellos relacionados con la familia, el género, las mujeres, las masculinidades, cuestiones étnicas, etc. A su vez, publica trabajos tanto de caso, como aquellos que puedan ser teóricos o metodológicos.

## Indexación
La revista Anuario de Arqueología está indizada en: Núcleo Básico de Revistas Científicas (CONICET-CAICYT), Redalyc (Red de Revistas Científicas de América Latina y el Caribe, España y Portugal), LatinRev (Red Latinoamericana de Revistas en Ciencias Sociales), REDIB (Red Iberoamericana de Innovación y Conocimiento Científico), DOAJ (Directory of Open Access Journal), Latindex (Sistema Regional de Información en Línea para Revistas Científicas de América Latina, el Caribe, España y Portugal), ERIHPLUS (European Reference Index for the Humanities and the Social Sciences), DIALNET (Plataforma de recursos y servicios documentales de la Universidad de La Rioja), Malena (CAICyT, CONICET), entre otros.